# Route nationale 8 (Bénin)
Pour les articles homonymes, voir Route nationale 8.
La route nationale 8 (RN 8) est une route béninoise allant de Djougou à Banikoara. Sa longueur est de 212 km.

## Tracé
- Département de Donga
  - Djougou
- Département de l'Atacora
  - Pehonko
- Département de l'Alibori
  - Banikoara